# Tigrisoma fasciatum
Tigrisoma fasciatum е вид птица от семейство Чаплови (Ardeidae).

## Разпространение
Видът е разпространен в Аржентина, Боливия, Бразилия, Венецуела, Еквадор, Колумбия, Коста Рика, Панама и Перу.